# Oriocrassatelloidea
Oriocrassatelloidea zijn een uitgestorven superfamilie van tweekleppigen uit de orde Actinodontida.

## Taxaonmie
De volgende families zijn bij de superfamilie ingedeeld:
- † Crassatellopsidae Carter, 2011
- † Oriocrassatellidae Boyd & Newell, 1968